# Love'n'Joy
Love'n'Joy (Лавенджой) — український гурт, створений в Києві у 2009 році.  
До першого складу гурту входили співак і гітарист Антон Пушкар, басист Павло Ступак і барабанщик Андрій Біт. 
За період з 2013 по 2015 рік гурт пережив розпад та зміни, до нового складу увійшли барабанщик Сергій Злобін та басист Андрій Сухарєв, єдиним незмінним учасником залишився Антон Пушкар, автор більшості пісень та музики.
Love'n'Joy випустили два студійних альбоми, один EP і кілька синглів. 
Перший повноформатний альбом «Bender on the Silk Road» вийшов у 2019 році, альбом був позитивно сприйнятий музичною спільнотою як в Україні, так і за її межами, отримавши висвітлення в таких провідних медіа як Drowned In Sound та AOTY.   
В підтримку альбому гурт вирушив у тривалий тур країнами Європи, а перше видання альбому на вінілі та касетах було розпродано. 
«Half home» — другий студійний альбом вийшов у світ другого вересня 2022 року.
За збігом обставин, а також трохи пророцтвом, альбом отримав назву «Half home». 
Стан невизначеності та відірваності від дому зараз як ніколи актуальний як для українців, які були змушені покинути свої домівки внаслідок російської агресії, так і для мільйонів людей на землі, які зазнали подібних випробувань. Запис та зведення альбому було завершено 21 лютого в Києві на студії CrimyRec, рівно за 3 дні до початку повномасштабного російського вторгнення в Україну. Новий реліз вже отримав міжнародну підтримку  та висвітлення у таких медіа як KEXP, Kerrang! Magazine, Bandcamp, Europavox та інші.
Стиль гурту являє собою суміш психоделічної музики 60-70-х років, інді-року .
Неодноразові учасники українських фестивалів: Гогольфест, Захід фест, Vibronika festival, Reaction.

## Історія
Гурт випустив свій перший EP у 2010 році. У тому ж році потрапили до добірки 5 найкращих гуртівСвятослава Вакарчука.
У 2016 році виступили на Польському фестивалі Wschod kultury [Архівовано 13 жовтня 2016 у Wayback Machine.].
У 2017 році виходить кліп на пісню «Spirit».
Наступним релізом став збірник синглів «Singles collection» у тому ж році, водночас гурт вирушив у супроводжувальний «Spring tour» тур по Європі.
У 2018 році випустили сингл «Come About» та кліп до нього.
Цього ж року відіграли другий Європейський тур, який організував Robin Heller — барабанщик гурту Sir Robin & The Longbowmen, та засновник букінг-агентства «ShareWood booking» разом з Євстігнєєвою Анною — менеджером гурту. У рамках турне відіграли концерт на Дрезденському фестивалі «Reverberation festival».
По завершенню турне стали учасниками оновленого шоу на радіо Аристокрти — «Большой Фисун». Atlas Weekend 2018 і у 2019 році виступили на фестивалі соціальних інновацій та сучасної музики Plan B у Харкові.
20 листопаду 2024 року вийшла гра S.T.A.L.K.E.R. 2: Серце Чорнобиля в якій в якості саундреків було задіяно пісні гурту.

## Біографія з 2022 року
У лютому 2022 року, за кілька днів до повномасштабного російського вторгнення в Україну, Love’n’Joy завершили роботу над альбомом Half Home у своїй київській студії Crimy Rec. Теми альбому — переміщення, стійкість і почуття «напівдому» — набули особливої актуальності в контексті війни.
У відповідь на війну гурт співзаснував благодійну кампанію Musicians Defend Ukraine разом зі студією Shpytal Records та агентством Kontrabass Promo, мета якої — підтримка музикантів, які волонтерять у найнебезпечніших регіонах України. Кампанія збирає кошти через концерти, продаж мерчу та пожертви, а також регулярно публікує звіти про використання фондів.
З травня 2022 року Love’n’Joy активно гастролюють Європою та Великою Британією, зіграли понад 150 концертів на підтримку Musicians Defend Ukraine. Їхні виступи допомагають збирати значні кошти та поширювати інформацію про ситуацію в Україні.

### Основні релізи
- Half Home (2022): альбом, що став пророчим для гурту, адже він відображає їхній досвід життя в «напівдомі» під час турів, одночасно підтримуючи рідну країну. Альбом отримав високу оцінку критиків і був підтриманий такими медіа, як KEXP Radio, Kerrang! Magazine, Bandcamp, Europavox.
- Раніші релізи: Love’n’Joy мають значну дискографію, що демонструє розвиток їхнього звучання та міжнародного визнання.

### Відомі фестивалі та тури
Love’n’Joy виступали на численних престижних фестивалях, серед яких:
- Eurosonic ESNS
- Reeperbahn Festival
- Iceland Airwaves
- Southside Festival
- Hurricane Festival
- Positivus Festival
- Europavox Festival
- Freakquenz Festival
- Orange Blossom Festival
- Woolfstock Festival
- BuSH Festival
- Pomeranian Festival
- Bonberenea Festival

Активні гастролі і фестивальна діяльність допомогли гурту здобути віддану міжнародну аудиторію.

### Визнання у медіа
Гурт отримав висвітлення і схвальні відгуки у провідних медіа, зокрема:
- BBC UK
- Rolling Stone US
- KEXP Radio
- Kerrang! Magazine
- Clash Magazine
- WDR Rockpalast
- ARTE Concerts
- Europavox
- Drowned In Sound

Критики відзначають автентичне поєднання класичного психоделічного звучання та інді-року, а також активну громадянську позицію гурту у підтримці України.